# 売名行為 (劇団)
売名行為（ばいめいこうい）は、かつて存在していた日本の演劇ユニット。劇団MOTHERの前身にあたる。
1985年結成。朝日放送の番組で知り合った立原啓裕、升毅、牧野エミ、妹尾和夫により立ち上げられた。劇団名は牧野が命名した。

公演ではオムニバス・ストーリー方式でコントを披露していた。1980年代後期に関西で小劇場ブームに乗り、読売テレビの深夜コント番組『現代用語の基礎体力』に出演し、人気を得た。劇団自体は「売名行為FINAL」の公演を最後に1991年に解散した。解散後は升と牧野は劇団MOTHERを結成し（2002年に解散）、立原は関西を中心に番組のレポーターやテレビ・ラジオに出演している。

## メンバー
立原啓裕（1954年1月12日 - ）
- 大阪府大阪市北区出身。

牧野エミ（1959年10月26日 - 2012年11月17日）
- 大阪府大阪市出身。

升毅（1955年12月9日 - ）
- 東京都出身。

## 公演履歴 及び キャスト
「ポール&プッシー物語」 作・演出：忠兵衛
1985年3月 心斎橋パルコスタジオ
CAST：立原啓裕、牧野エミ、升毅、氏家秀和、妹尾和夫 etc・・・
「ショーケースの中の女たち」 作・演出：忠兵衛
1985年12月 プランタンなんば
CAST：立原啓裕、牧野エミ、升毅、佐々木保典 etc・・・
「ちょっと本気で売名行為」 作：千和木憎踊留 演出：売名行為
1986年4月 ア・ムホール
CAST：立原啓裕、牧野エミ、升毅
「シティ・リズム」 作：中島らも、倉本美津留、東野博昭、ひさうちみちお、鮫肌文殊、加納真士 演出：G2
1987年5月18日〜20日 扇町ミュージアムスクエア
CAST：立原啓裕、牧野エミ、升毅、槍魔栗三助、わかぎえふ、佐々木保典
「FREE FREE」 作：倉本美津留、東野博昭、ひさうちみちお、鮫肌文殊、加納真士、藤田昌幸 演出：G2
1988年2月 扇町ミュージアムスクエア
CAST：立原啓裕、牧野エミ、升毅、槍魔栗三助、わかぎえふ、佐々木保典
「CITY-WORKS」 作：倉本美津留、東野博昭、ひさうちみちお、鮫肌文殊、加納真士、藤田昌幸、槍魔栗三助 演出：G2
1988年6月 扇町ミュージアムスクエア
CAST：立原啓裕、牧野エミ、升毅、槍魔栗三助、わかぎえふ、佐々木保典、ひさうちみちお
「FUZZY」 作：倉本美津留、東野博昭、ひさうちみちお、鮫肌文殊、加納真士、藤田昌幸 演出：G2
1989年2月 扇町ミュージアムスクエア
CAST：立原啓裕、牧野エミ、升毅、槍魔栗三助、わかぎえふ、佐々木保典
「わけあり」 作：東野博昭 演出：G2
1989年11月 扇町ミュージアムスクエア
CAST：立原啓裕、牧野エミ、升毅、槍魔栗三助、古田新太、わかぎえふ、佐々木保典、東野博昭
「こどもの一生」 作：中島らも 演出：G2
1990年7月 近鉄アート館、THEATER/TOPS
CAST：立原啓裕、牧野エミ、升毅、古田新太、わかぎえふ、佐々木保典、鴨鈴女、粟根まこと
「FINAL」 作：東野博昭、藤田昌幸、倉本美津留、生瀬勝久、ひさうちみちお、鮫肌文殊、吉井三奈子、中島らも 演出：G2
1991年2月15日～20日 近鉄アート館
CAST：立原啓裕、牧野エミ、升毅、生瀬勝久、古田新太、わかぎえふ、佐々木保典、鴨鈴女、粟根まこと

## テレビ
- 現代用語の基礎体力（1989年4月 - 1990年3月、読売テレビ/関西ローカル）
- ムイミダス（1990年4月 - 1991年3月、読売テレビ/関西ローカル）
- 怒涛のくるくるシアター（1990年4月 - 1991年3月、読売テレビ/関西ローカル）